# Gelaarsde kat (Shrek)
De gelaarsde kat (originele naam Puss in Boots) is een fictieve, antropomorfe kat uit de Shrek-filmreeks. Hij is gebaseerd op het gelijknamige sprookje.
De gelaarsde kat maakt zijn debuut in de tweede film. Zijn stem wordt in de originele versie gedaan door Antonio Banderas. Hij speelt mee in de tweede, derde en vierde Shrek-film. Daarnaast kreeg hij in 2011 en 2022 zijn eigen films.

## Persoonlijkheid
De gelaarsde kat kan rechtop lopen en praat met een Spaans accent. Ondanks zijn geringe lengte is hij een zeer bedreven zwaardvechter die zich zelfs tegen meerdere tegenstanders tegelijk staande kan houden. Hij gebruikt echter ook vaak zijn uiterlijk om zijn vijanden af te leiden. Kenmerkend is bijvoorbeeld dat hij grote ogen opzet en onschuldig naar zijn tegenstanders kijkt, waardoor ze onder de indruk van hem raken en minder op hun hoede zijn.
De gelaarsde kat uit de Shrek-films is deels gebaseerd op Zorro (een rol die Banderas vertolkte in de films The Mask of Zorro en The Legend of Zorro). Hij heeft verder een reputatie opgebouwd als oger-doder. Deze reputatie is eigenlijk onterecht, daar hij slechts een keer een oger heeft gedood, en enkel door die oger via een list zichzelf te laten veranderen in een muis zodat hij hem kon verslinden.

## Rol in de films

### Shrek 2
De gelaarsde kat wordt in de tweede film ingehuurd door koning Harold, de vader van prinses Fiona, om Shrek uit de weg te ruimen zodat prince Charming met Fiona kan trouwen. De kat besluit dit keer niet een list te gebruiken, maar Shrek eigenhandig te bevechten. Dit blijkt echter te hoog gegrepen en de kat moet zijn meerdere erkennen in Shrek. Shrek heeft echter medelijden met de kat en staat toe dat hij met hem en Donkey meereist.
Hoewel er enige rivaliteit ontstaat tussen de kat en Donkey, blijkt de kat toch een grote aanwinst voor Shrek. Zo helpt hij Shrek het kasteel van de koning te bestormen om Fiona te redden van Charming. Hij houdt de kasteelwachters bezig zodat Shrek ongestoord kan doordringen tot de kamer waar Fiona is.

### Shrek the Third
In de derde film reist de kat met Shrek en Donkey mee wanneer ze op zoek gaan naar een geschikte opvolger voor de troon van Far Far Away. Door een magisch ongeluk wisselen de kat en Donkey van lichaam. De rest van de film zit de kat in het lichaam van Donkey, wiens “vierbenige lijf” hij maar lelijk en onhandig vindt. Bovendien blijkt zijn onschuldige blik waarmee hij zijn vijanden afleidt niet te werken in het lichaam van Donkey. Pas aan het eind van de film krijgen beiden hun eigen lichaam terug.

### Shrek Forever After
Bij aanvang van de vierde film is de kat een vaste gast geworden in Shreks huis. Nadat Shrek een deal maakt met Repelsteeltje en hierdoor per ongeluk het verleden verandert, ontstaat een nieuwe tijdlijn waarin de kat het huisdier is van de (nu nog altijd vervloekte) prinses Fiona. In deze tijdlijn is hij een typische luie huiskat geworden die niet meer aan zwaardvechten doet. Desondanks is hij wel bereid Shrek te helpen alles te herstellen naar hoe het hoort te zijn.

## Eigen franchise
De kat kreeg een eigen kleine mediafranchise dat begon met een film geheel gebaseerd op het personage, De gelaarsde kat, die verscheen in november 2011. De film is een prequel op Shrek 2. De film toont de jeugd van de kat en hoe hij uitgroeit tot de held uit de films. In 2012 verscheen een korte film over het personage namelijk Puss in Boots: The Three Diablos. In 2015 verscheen er op Netflix een televisieserie over het personage; De avonturen van de gelaarsde kat. Er kwamen tevens ook twee computerspellen rond het personage uit.
In december 2022 verscheen de vervolgfilm Puss in Boots: The Last Wish.